# Opcja binarna
Opcja binarna (ang. binary option, digital option, bet option, all-or-nothing option) – jeden z rodzajów opcji: pochodnych instrumentów finansowych. Elementem konstrukcyjnym wykorzystanym w opcji binarnej jest stała wysokość świadczenia dla nabywcy opcji (zakładając, że wygasa ona in-the-money). Nie jest przy tym istotne, o ile cena instrumentu bazowego różni się od kursu wykonania w dniu realizacji. Handel opcjami binarnymi polega na spekulowaniu, czy cena danego aktywa wzrośnie, czy spadnie w danym przedziale czasowym.

## Historia
Na początku handlu binarnego dostęp do niego mieli tylko bogaci biznesmeni i duże banki. Dopiero w 2008 r. Komisja Papierów Wartościowych i Giełd Stanów Zjednoczonych udostępniła handel opcjami binarnymi.

## Rodzaje opcji binarnych
- High / Low – kupujący spekuluje, czy cena aktywa będzie niższa, czy wyższa niż podczas zakupu opcji.
- Touch/No touch – kupujący spekuluje, czy cena aktywa osiągnie, czy przeciwnie nie osiągnie określonego poziomu.
- Boundary – kupujący spekuluje, czy cena aktywa zostanie w konkretnym przedziale cenowym, czy przeciwnie, będzie poza danym przedziałem.
- Krótkoterminowe – opcje typu High/Low o krótkim czasie zakończenia opcji, który może wynosić od 30 sekund do 5 minut.

## Przykład tradingu opcjami binarnymi
O godzinie 14:00 cena EUR/USD wynosi 1,2490. Trader liczy, że cena wzrośnie, dlatego kupuje 10 opcji call dla EUR/USD na kwotę lub powyżej 1,2500 na godzinę 15:00, w cenie 160 złotych za opcję. Ryzyko związane z tą transakcją jest znane. Przychód/stratę tradera warunkuje zasada „wszystko albo nic”. Może on stracić wszystkie zainwestowane pieniądze, które w tym przypadku to 160 PLN × 10 = 1600 PLN lub uzyskać przychód równy 400 PLN × 10 = 4000 PLN. Jeżeli cena EUR/USD zamknie się lub przekroczy 1,2500 o 15:00, to zysk tradera będzie wynosił kwotę równą wypłacie, pomniejszonej o koszt opcji: 4000 PLN − 1600 PLN = 2400 PLN.
Trader może również wybrać likwidację (kupno lub sprzedaż w celu zamknięcia) jego pozycji przed wygaśnięciem, przy czym wartość opcji nie musi być równa 400 PLN. Im większa różnica pomiędzy ceną bieżącą a wykonania, wartość opcji spada, gdyż prawdopodobieństwo wygaśnięcia „in the money” jest niższe.

## Regulacja brokerów
Rynek opcji binarnych nie jest jeszcze w pełni regulowanym rynkiem, czego powodem jest jego duży dynamizm oraz kontrowersje związane z zaliczeniem tego rodzaju działalności jako instrument finansowy. Pierwszym urzędem regulacyjnym na terenie Unii Europejskiej, który uznał opcje binarne za instrument finansowy, jest Cypryjska Komisja Papierów Wartościowych i Giełd (CySEC). Rynek ten więc zaczął być regulowany na terenie UE od 3 maja 2012 roku. Jednakże nie wszystkie organy regulacyjne traktują opcje binarne jako instrument finansowy. Dla przykładu brytyjski organ regulacyjny Financial Conduct Authority (FCA) traktuje opcje binarne jako hazard i też wymaga uzyskania odpowiedniej regulacji wydawanej przez Komisję Hazardową.

## Sytuacja prawna w Polsce
Trading opcjami binarnymi w Polsce, jak i na terenie państw członkowskich Unii Europejskiej został zakazany z dniem 2 lipca 2018 roku.

## Krytyka
Te platformy mogą być uważane bardziej za platformy do gier niż platformy inwestycyjne, z uwagi na ujemną łączną wygraną (mają przewagę nad inwestorem) i z powodu wymagania znikomego poziomu lub całkowitego braku wiedzy o rynkach finansowych. Według Gordona Pape, publicysty Forbesa, „zabawa ta może szybko przerodzić się w uzależnienie. Nikt, nie ważne jaką wiedzę posiada, nie może stale przewidywać zachowania akcji lub towarów w krótkim okresie”. Przeciwnicy tego podejścia powołują się zaś na orzeczenie holenderskiego sądu Rechtbank Rotterdam z 16 stycznia 2015 roku, wydane w sprawie o sygnaturze ROT 14-6550 na wniosek Biura Kontroli Gier Hazardowych. Po przeprowadzeniu procesu, sąd stwierdził, że wyniki transakcji opcji binarnych nie są przypadkowe, a co za tym idzie, opcje binarne należy rozpatrywać w kontekście narzędzi finansowych, a nie hazardu.

## Oszustwa
Na opcjach binarnych dochodzi do oszustw, najczęściej są to wyłudzenia pieniędzy przez nielicencjonowanych brokerów. Przeważnie dzieje się to na zasadzie programów, które automatycznie dokonują transakcji za gracza. Jest to o tyle niebezpieczne, gdyż nie wygląda jak oszustwo (i faktycznie w świetle prawa nie jest to oszustwo), jednak inwestor w ten sposób traci swoje oszczędności.